# Chromacilla longina
Chromacilla longina är en skalbaggsart som först beskrevs av Edgar von Harold 1879.  Chromacilla longina ingår i släktet Chromacilla och familjen långhorningar.
Artens utbredningsområde är Angola. Inga underarter finns listade i Catalogue of Life.